# Regina Frömert
Regina Frömert (* 23. September 1945 in Magdeburg) ist eine ehemalige Politikerin (Die Linke) in Sachsen-Anhalt.

## Biografie
Frömert absolvierte eine Ausbildung als Lehrerin für Mathematik, Physik und Astronomie und unterrichtete diese Fächer.

## Politik
Frömert gehörte dem Stadtrat von Magdeburg seit 1991 an, zunächst für die PDS, danach für Die Linke. Sie war bis März 2010 Fraktionsgeschäftsführerin ihrer Fraktion.
Frömert gehörte als von der Partei Die Linke für Sachsen-Anhalt nominierte Abgeordnete der 13. Bundesversammlung an.